# Real Madryt w sezonie 1912/1913
Sezon 1912/13 był 11. sezonem w historii Realu Madryt (wówczas Madrid FC).
W październiku 1912 r. oddano do użytku nowy stadion – Campo de O'Donnell.

## Skład
W klubie grali m.in.: Santiago Bernabéu, Juan Torena, Luis Saura.

## Mecze
zwycięstwo Realu Madryt
     remis
     zwycięstwo drużyny przeciwnej
| 1 16 lutego 1913 | Madrid FC             | 3–3 | Athletic de Madrid    | Campo de O’Donnell, Madryt |  |
|                  | Saura Irureta Eguinoa |     | Zuloaga (x2) Palacios |                            |  |
|                  |                       |     |                       |                            |  |

| 2 23 lutego 1913 | Madrid FC         | 1–0 | Español de Madrid | Campo de O’Donnell, Madryt |  |
|                  | Tejedor ?' (sam.) |     |                   | Sędzia: R. Allende         |  |
|                  |                   |     |                   | Sędzia: R. Allende         |  |

| 3 2 marca 1913 | Madrid FC                    | 5–1 | Gimnástica Española | Campo de O’Donnell, Madryt |  |
|                | Eguinoa, Torrena (po 2 gole) |     | ?                   | Sędzia: V. Buylla          |  |
|                |                              |     |                     | Sędzia: V. Buylla          |  |

| 4 (mecz dodatkowy) 9 marca 1913 | Madrid FC                               | 3–2 D | Athletic de Madrid         | Campo de O’Donnell, Madryt |  |
|                                 | Comamala ?', 50' · Irureta · Saura 130' |       | Axpe · 85' (sam.) Olivares | Sędzia: M. Yarza           |  |
|                                 |                                         |       |                            | Sędzia: M. Yarza           |  |

| Copa del Rey 1/2 F 17 marca 1913 | Madrid FC | 0–3 | Athletic Bilbao                | Campo de O’Donnell, Madryt |  |
|                                  |           |     | 2', 11' Pichichi · 53' Cortadi |                            |  |
|                                  |           |     |                                |                            |  |